# HD 81101
HD 81101，又名CP-61 1242，SAO 250544、HR 3728，是一颗恒星，视星等为4.81，位于銀經281.06，銀緯-8.85，其B1900.0坐标为赤經9h 18m 32.7s，赤緯-61° -8.85′ 42″。